# ألكساندر زرنياتنسكي
ألكساندر زرنياتنسكي (بالفرنسية: Alexandre Czerniatynski)‏، من مواليد 28 يوليو 1960 ، لاعب كرة قدم بلجيكي سابق.
لعب مع منتخب بلجيكا لكرة القدم.

## روابط خارجية
- ألكساندر زرنياتنسكي على موقع الاتحاد الدولي (مؤرشف)  (الإنجليزية)
- ألكساندر زرنياتنسكي على موقع الاتحاد البلجيكي (الإنجليزية)
- ألكساندر زرنياتنسكي على موقع قاعدة بيانات كرة القدم.إي يو (الإنجليزية)
- ألكساندر زرنياتنسكي على موقع ليكيب (الفرنسية)
- ألكساندر زرنياتنسكي على موقع ناشيونال فوتبول تيمز (الإنجليزية)
- ألكساندر زرنياتنسكي على موقع Soccerway.com (الإنجليزية)
- ألكساندر زرنياتنسكي على موقع عالم كرة القدم.نت (الإنجليزية)